# 세르게이 주보프
세르게이 알렉산드로비치 주보프(러시아어: Серге́й Алекса́ндрович Зу́бов, 1970년 7월 22일~)는 러시아의 아이스하키 선수, 지도자로 포지션은 수비수이다. 소련 리그의 CSKA 모스크바에서 선수 경력을 시작했으며, 소련 해체 후에는 내셔널 하키 리그(NHL)의 뉴욕 레인저스, 피츠버그 펭귄스, 댈러스 스타스 소속으로 활약했다. 1994년에는 뉴욕 레인저스 소속으로 스탠리 컵 우승을 차지했으며, 1996년부터 2009년까지 댈러스 스타스 소속으로 뛰면서 팀의 프랜차이즈 스타 중 한 명으로 활약했다. 1999년에는 두번째 스탠리 컵 우승을 차지했으며, NHL에서 통산 1068경기에 출전하였다. NHL을 떠난 후에는 러시아로 돌아가 콘티넨탈 하키 리그(KHL)의 SKA 상트페테르부르크에서 현역 생활을 마쳤다. 
국제 대회에 러시아 국가대표팀의 일원으로 활약했으며, 1992년 동계 올림픽에서 독립국가연합의 일원으로 금메달을 획득했다. 은퇴 후에는 지도자가 되어 SKA 상트페테르부르크와 HC 소치의 감독을 맡았다.
2019년에 하키 명예의 전당에 헌액되었으며, 2022년 1월에는 그의 등번호 56번이 댈러스 스타스의 영구 결번으로 지정되었다.